# Фотоелектросинтез
Фотоелектросинтез (англ. photoelectrosynthesis, рос. фотоэлектросинтез) — синтез речовин, що відбувається під дією світла та струму, полягає у застосуванні електродних реакцій, які пришвидшуються при поглинанні світла. Цей викликаний світлом процес йде зі збільшенням вільної енергії системи (ΔG > 0), так що радіаційна енергія зберігається як хімічна. 